# Генеральная скарбовая канцелярия
Генеральная скарбовая канцелярия (ГСК, Канцелярия военного скарба) — высший финансовый орган Гетманщине XVIII века. Действовала с перерывами в течение 1723—1781 годов, находилась в г. Глухов. В её компетенцию входил сбор натуральных и денежных налогов с населения, она ведала доходами и расходами, войсковыми и ранговыми имениями и тому подобное. Руководство Г.С.К. возлагалось на двух генеральных подскарбиев — одного украинца и одного русского. Г.С.К. возглавляли: из украинцев — А. Маркевич, М. Скоропадский, В. Гудович; из русских — И. Мякинин, С. Полозов, О. Панин. Функции государственного контроля выполняла отдельная Генеральная счётная комиссия (1734-82).